# Ghanzi (stad)
Ghanzi is een stad in Botswana en is de hoofdplaats van het district Ghanzi.
Ghanzi telde in 2001 bij de volkstelling 9934 inwoners.